# Els Fills de la Terra
Els fills de la Terra és una saga de novel·les ambientades a la prehistòria (concretament durant les glaciacions würmianes) escrites per Jean M. Auel, amb un total de sis volums. La saga explica la història d'Ayla, una dona cromanyó que passa la seva infantesa entre neandertals i visita diverses cultures paleolítiques. També és una història d'amor amb l'aventurer Jondalar. L'estil senzill juntament amb l'abundant documentació han fet que la sèrie fos un gran èxit.

## Exemplars
- El clan de l'os de les cavernes, 1980
- La vall dels cavalls, 1982
- Els caçadors de mamuts, 1985
- Les planes misterioses, 1990
- Els refugis de pedra, 2002
- La terra de les coves pintades, 2011

## L'argument
- El clan de l'os de les cavernes: Ayla és separada de la seva família per un terratrèmol i és adoptada per una altra espècie (els neandertals). La seva vida no serà fàcil, ja que es tracta d'una societat on impera el masclisme. Aprèn els secrets de la medicina natural, a expressar-se per signes i és estimada pels seus pares adoptius. El fill del cap l'odia i busca desafiar-la perquè trenqui els tabús socials, per aconseguir que el clan la rebutgi. Ella, però, es va enfortint amb les proves i es guanya el respecte general. Té un fill, a qui ha d'abandonar al final del llibre quan fuig a la recerca dels "altres", la seva espècie.

- La vall dels cavalls: El llibre comença explicant la vida paral·lela d'Ayla a una vall deserta, on domestica els primers animals i aprèn tècniques avançades de supervivència, i de Jondalar, un home que viatja amb el seu germà per Europa fins que aquest mor. Ayla i Jondalar es troben a la vall, on s'enamoren. Comença el xoc cultural entre els dos pels prejudicis però els seus sentiment els ajuden a superar-lo.

- Els caçadors de mamuts: Jondalar i Ayla van a una comunitat humana, els Mamutoi, on s'han d'enfrontar al rebuig que causa la criança d'Ayla. Allà sorgeix un rival, Ranec, que lluita per l'amor d'Ayla. Descobreixen diferents maneres de relacionar-se entre les persones i afloren les inseguretats de Jondalar, que gairebé perd la seva estimada per no acceptar com és i per la gelosia. Finalment decideixen tornar a casa de Jondalar.

- Les planes misterioses: Jondalar i Ayla fan un llarg viatge ple de perills, és l'època de la glaciació de Würm i la natura és força salvatge. Coneixen diverses tribus, cadascuna amb els seus costums, inclosa un matriarcat ferotge que resulta l'anvers de la societat dels "caps plans" on es va criar Ayla. Ella dona mostres de la seva empatia, que la porta a voler ajudar el proïsme malgrat el possible risc per a ella.

- Els refugis de pedra: A la llar de Jondalar les coses no són tampoc fàcils, ja que no accepten a Ayla per ser diferent. Allà es retroben amb un antic amor de Jondalar, que introdueix Ayla en els poders de la màgia del món espiritual. Gràcies al seu domini de la medicina, acaba sent acollida i es casen ("lliguen el nus"). Neix la seva primera filla, Jonayla.

- La terra de les coves pintades: Ayla esdevé una zelandonii de ple dret, accedint al coneixement de com es crea la vida entre home i dona. Després d'un episodi de gelosia, reafirma el seu amor etern per Jondalar.

## Temes
El tema que plana sobre totes les novel·les és la diferència entre cultures i els prejudicis, que recorden el racisme contemporani. Un missatge central és que l'amor aconsegueix vèncer tot els obstacles si és de debò. També s'aborda el tema de la sexualitat i el paper de la dona a les diferents societats.
La saga pertany al gènere de la novel·la històrica i, per tant, predominen les descripcions de tècniques i costums, en aquest cas prehistòrics, amb gran versemblança. Ayla esdevé un prototipus de la humanitat, ja que ella fa els principals descobriments de l'espècie. La relació amb la natura i la tecnologia és un altre dels temes centrals.

## Adaptació cinematogràfica
D'aquesta saga s'ha fet una versió cinematogràfica del primer dels sis llibres, El clan de l'os de les cavernes, el 1985, protagonitzada per Daryl Hannah. La pel·lícula va ser un fracàs de taquilla i es va cancel·lar la producció de la segona "La vall dels cavalls".
L'autora de les novel·les, Jean M. Auel, ha afirmat que no va quedar contenta amb l'adaptació i que, de moment, no té cap interès que la història sigui portada de nou al cinema.